# Nils Tiällmann
Nils Petersson Tiällmann, född i juni 1652 i Tjäll i Sidensjö socken, Ångermanland, död 16 juli 1718 i Stockholm,  var en svensk präst och språkman. 

## Biografi
Tiällmann blev student vid Uppsala universitet 1675 och verkade därefter som informator. Under denna tid gav han ut Grammattica latina (1679). Han prästvigdes 1684, blev huspredikant i några adliga familjer och tjänstgjorde även en tid som pastorsadjunkt i Sankt Nikolai församling. Efter att ha antagits till nådårspredikant i Stockholms S:t Olofs församling 1690, blev han på församlingens enhälliga kallelse utnämnd till kapellan (komminister) där 1691. 
Tiällmann publicerade 1692 Ellofva andelige prof-visor, vilka förut censurerats av prästerskapet vid riksdagen 1689. De är omtryckta i Per Hansellis samling (del 15, 1871). Sin största betydelse har han som författare till Grammatica suecana, äller: en svensk språk- ock skrif-konst (1696), vår första tryckta språklära, som dock knappast kan betecknas som något framsteg utöver Petrus Aurivillius tidigare (1684) skrivna, men först långt senare tryckta grammatik. Tiällman tillämpar sin egen uttalstrogna ortografi. Ett litet fragment av en fortsättning på språkläran, författad efter 1710, är bevarat i handskrift.